# Instituto Lumière

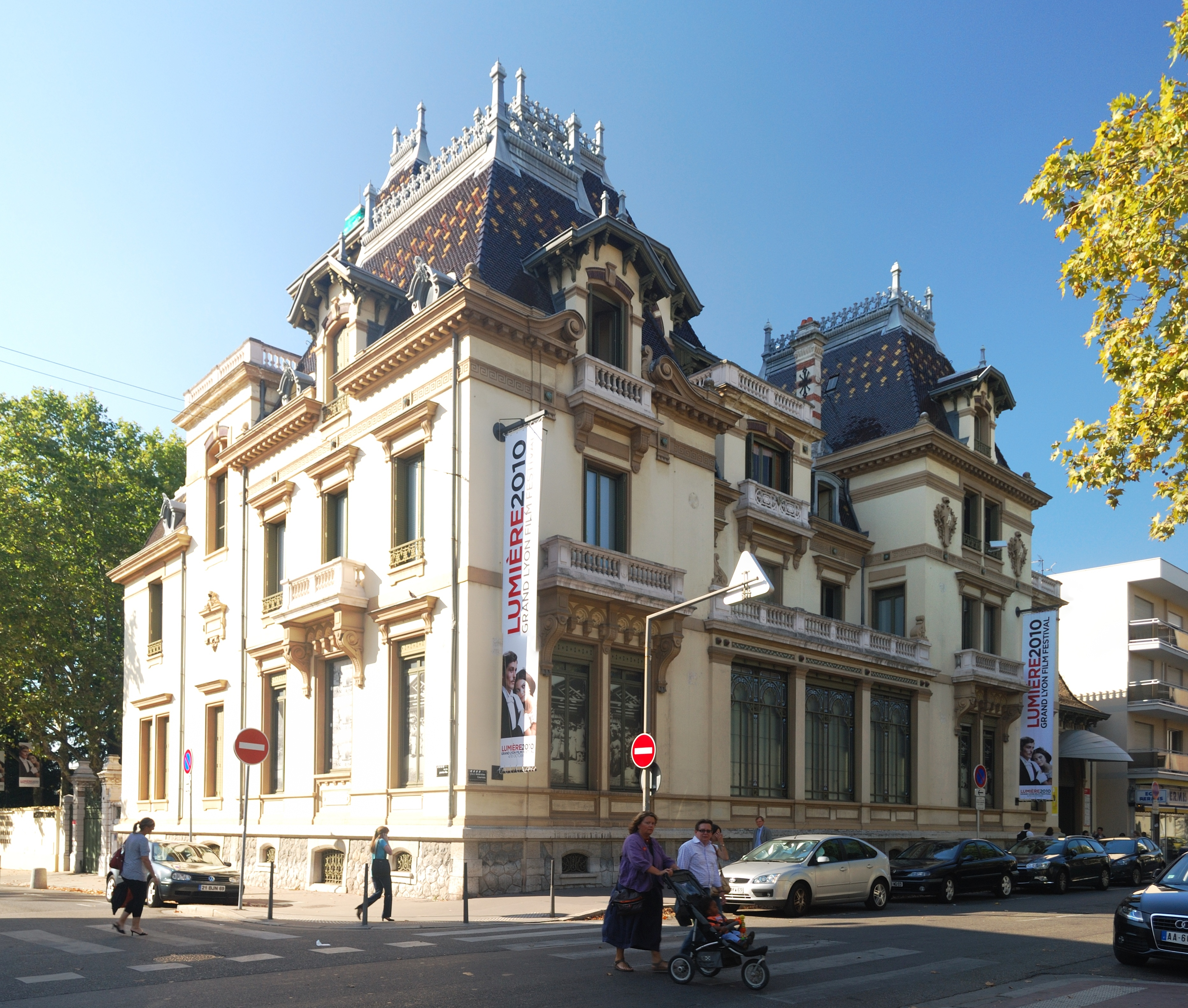
La Villa Lumière.

El Instituto Lumière es una institución académica francesa con sede en Lyon, que fue creada en 1982 por Bernard y Maurice Chardère Trarieux-Light, el nieto de Louis Lumière, presidente de la asociación de los hermanos Lumière y administrador de la sucesión Lumière. El Instituto consta de un museo, un centro de proyección y edición. Presidido por Bertrand Tavernier, está situado en el corazón de Monplaisir, el barrio histórico de Lyon donde los hermanos Lumière diseñaron su Cinematógrafo, un dispositivo que permite tomar planos, proyectar y revelar imágenes, que produjo La sortie des usines Luimère (La salida de la fábrica de Lumière en Lyon), primera película del Cinematógrafo Lumière. 
El museo y la cinemateca comportan una verdadera "casa del cine" El fondo cinematográfico del Instituto está compuesto de 1405 películas originales restauradas por la Filmoteca francesa del Centro Nacional de la cinematografía, gracias a los 2,5 millones de euros que fueron donados al Instituto por las asociaciones de los Hermanos Lumière, la cual posee los derechos. Este patrimonio se registró en el Registro Memoria del mundo de la Naciones Unidas para la Educación, la Ciencia y la Cultura (UNESCO) en 2005.
Sus dos objetivos son :

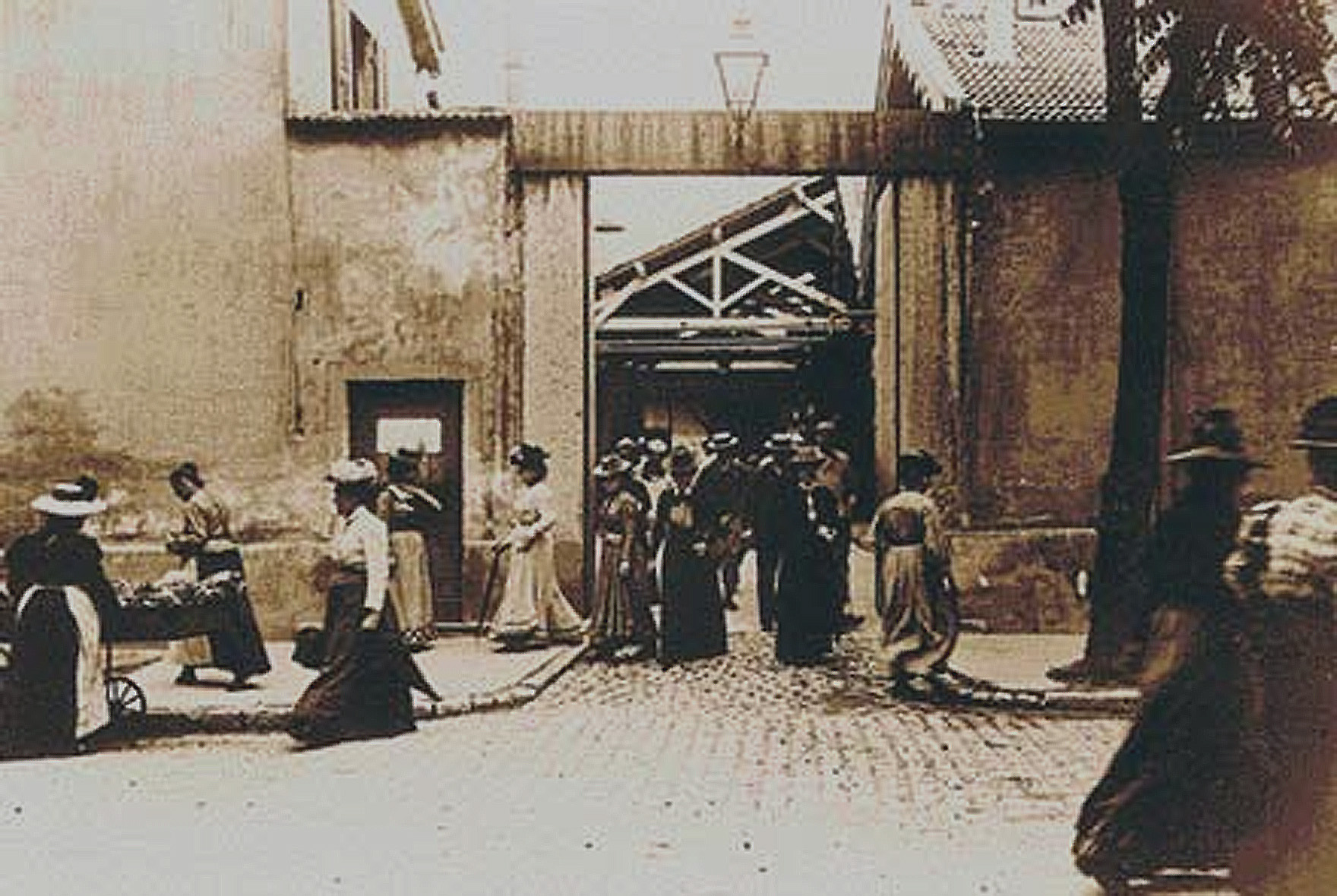
Imagen de la primera película Lumière Cinematógrafo: La salida de la fábrica.

- Conservación del Patrimonio Lumière (películas, libros, fotografías, carteles, cámaras y películas pre-cine)
- La difusión de las actividades artísticas (proyección de películas, exposiciones, publicaciones, ediciones, formación).

## Museo Lumière

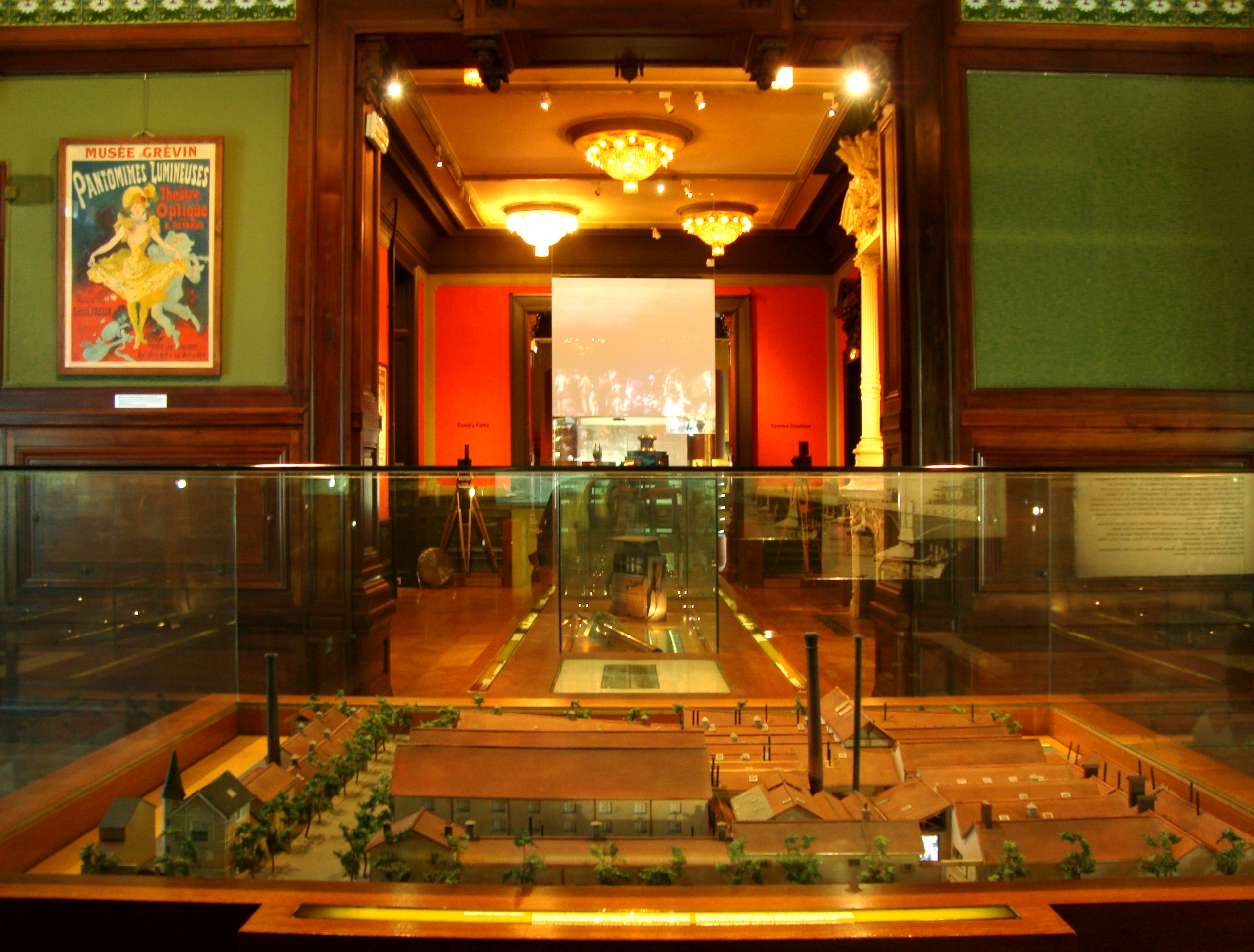
Una sala de museo que presenta, en primer plano, una maqueta de la fábrica de los hermanos Lumière.

El museo Lumière está ubicado en el Institut Lumière, en una casa que Antoine Lumière, padre de los inventores del cinematógrafo, había construido en 1899 en la plaza de Montplaisir, cerca de las instalaciones de la empresa "Antoine Lumière y su hijo ". El "Castillo de la Luz", como se conoce hoy en día, primero había sido vendido en 1967 por los herederos Lumière -, junto con la Compañía Lumière - grupo Ilford Foto (Light & Ciba), que ocupaba el sitio hasta 1976. Cuando se fue a Saint-Priest el grupo propuso a la ciudad de Lyon adquirir esta propiedad histórica. En 1978, después de la renovación, se instaló allí la Fundación Nacional de la Fotografía, que se disolvió en 1993. Sus fondos, y toda la biblioteca de los hermanos Lumière, con más de 700 obras, fue trasladado a la Biblioteca Municipal de Lyon [1].
El museo Lumière, creado principalmente de la colección del Dr. Paul Génard y de los fondos Lumière, pone de manifiesto las extraordinarias invenciones de los hermanos Lumière para satisfacer las proyecciones y la interactividad en los cuatro niveles del castillo Lumière. Está diseñado para todas las generaciones gracias a un museo sorprendente: proyecciones comentadas de las películas Lumiére, primeras cámaras, invención de la fotografía en color y en relieve y objetos insolitos.

## Salas de cine

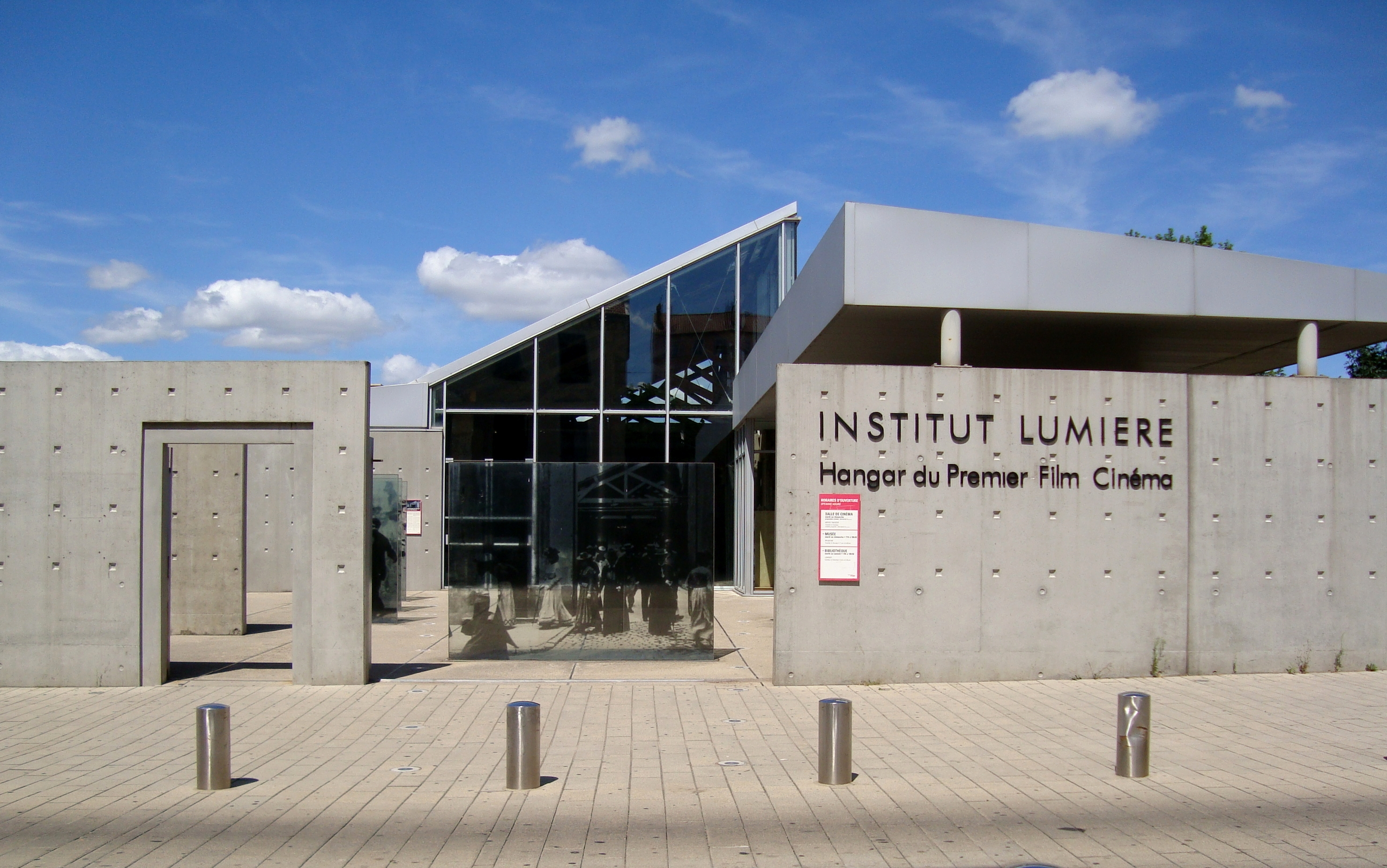
Le El Hangar de la primera película

Placa de la calle de la primera película en Lyon, Francia
Artículo principal: Hangar du Premier-Film.
Incluso dentro del Hangar du Premier-Film, el Institut Lumière ofrece sesiones diarias en una sala de 269 asientos, inaugurada en octubre de 1998. Esta sala está equipada con una gran pantalla de 13 metros de ancho y sonido digital. Del mismo modo que una verdadera cinemateca: sesiones con invitados, retrospectivas, ciclos temáticos, películas para el público joven. Cada asiento lleva una placa en el brazo derecho donde está inscrito el nombre de una gran película.
El antiguo teatro de 100 asientos, que se encuentra en el sótano del castillo Lumière, todavía se utiliza para dos reuniones mensuales: 16 mm, blanco y negro (películas de las colecciones del Institut Lumière y presentado por Raymond Shirat) y El Silencio del mes.

## Biblioteca Raymond Shirat
Fundada por el historiador de cine Raymond Shirat, un centro de documentación se encuentra en el tercer piso del castillo Lumière, en el antiguo estudio del pintor Antoine Lumière. Incluye archivos "no películas" del Institut Lumière:libros, dossiers temáticos, revistas, fotografías, carteles, escenarios. La información de ubicación y la documentación sobre el tema del cine también ofrece acceso a Internet y a bases de datos. Un equipo especialista está disponible para todos los visitantes. La biblioteca está en red con otras bibliotecas especializadas (Bifi, Medios José Cabanis).

## Actividad editorial
El Instituto Lumière se asocia con la editorial Actes Sud para publicar libros de cine. Veinte títulos están disponibles actualmente en la colección, la más reciente En busca de John Ford de Joseph McBride, Conversaciones con Billy Wilder de Cameron Crowe, y una nueva edición de los Amigos Americanos de Bertrand Tavernier. El Instituto Lumière también lanzó su propia colección de DVD mediante la edición de siete películas de Michael Powell y Emeric Pressburger: Las zapatillas rojas, Narciso Negro, Coronel Blimp, Paralelo 49 º, Un cuento de Canterbury, ya sé a dónde voy y Le Voyeur.

## Actividades educativas
El servicio educativo del Instituto Lumière mantiene relación estrecha y especial con las escuelas: lecciones de cine en los institutos y universidades, talleres introductorios para las escuelas primarias, proyecciones y conferencias para todos los niveles escolares.